# ワーニング 地球最期の日
『ワーニング 地球最期の日』（ワーニング ちきゅうさいごのひ、Warning）は、2021年のアメリカ合衆国のSFスリラー映画。アガタ・アレクサンダーの監督デビュー作で、脚本はアレクサンダー、ジェイソン・ケイ、ロブ・マイケルソン、出演はアレックス・ペティファー、アリス・イヴ、アナベル・ウォーリス、ベネディクト・サミュエル、シャルロット・ルボン、トーマス・ジェーン、パトリック・シュワルツェネッガー、ルパート・エヴェレット、トマシュ・コット、カイル・バーンベリー、ギャランス・マリリエなど。巨大隕石の衝突が迫る地球最後の日を舞台に、新しいテクノロジーが人類にもたらす恐怖を描いている。
2021年10月に開催されたシッチェス映画祭でプレミア上映された。
日本では「カリコレ2022/カリテ・ファンタスティック!シネマコレクション2022」で『ワーニング』のタイトルで上映された後、『ワーニング 地球最期の日』のタイトルでソフトが発売された。

## ストーリー
近未来。人々の生活にはAIやアンドロイドなど、高度な科学技術が密接に関わるようになっていた。
地上で嵐が発生していたある日、宇宙空間では船外活動を行うメンテナンス技師デイヴィッドが、作業中のトラブルにより地球から離れ漂流し始める。彼はAIのエヴァを頼り、神に祈りもするが、状況が好転する様子は一切なかった。
クレアの所有するAIのゴッドは、奇妙なアップデートの後から一切反応しなくなってしまう。クレアはメーカーサポートに問い合わせて新しい端末を購入するが、到着した新型ゴッドの改悪された酷い仕様に我慢できず、すぐさま窓から落とし破壊することになる。
恋人だったベンとアナは、ベンが使ったある装置が原因で別れることになり、ベンに対しては接近禁止命令が出されていた。
ニーナは自分とは住む世界が異なる上流階級のリアムと付き合っていたが、彼らは特権により死を超越していた。リアムの実家を初めて訪れたところ、彼は家族に「ニーナと共に生きて自然死したい」と告げる。突然の告白にニーナもリアムの家族も困惑するが、ニーナが席を外した隙にリアムの母ドラがリアムを別室の機械に座らせ、ニーナに関する記憶を消してしまった。
老いた母親と2人暮らしをするマグダは高額な報酬と引き換えに、他人の意識に自分の体を48時間ほど明け渡す契約をする。客の男はホテルの一室でマグダの体に入るとロビーに下り、従業員ヴィンセントの誘いに乗って夜の街へと出掛けていく。その後、クラブで知り合った女性2人と共にホテルの部屋で酒やドラッグを楽しむが、暴力を振るいだしたヴィンセントを追い出した女性の1人がマグダの身分証で17歳という年齢に気付き、傷付いた彼女の体を住処であるトレーラーハウスへと送り届ける。
明くる日、地上はシェルターへの避難命令が発令されたことで大混乱に包まれていた。シェルターに辿り着いたシャーロットは、1人で佇んでいた幼い少女エマと肩を寄せ合うが、間もなく隕石群が飛来してくる。崩壊していく地球を孤独に眺めるデイヴィッドが自宅に残してきた娘エマのことを想っていると、彼の祈りを聞いていた神がようやく応じ、望みを尋ねるところで物語は終わる。

## 登場人物・キャスト
デイヴィッド
演 - トーマス・ジェーン
メンテナンス技師の男。宇宙空間での船外作業中にトラブルが起き、地球から離れる方向に流されてしまう。
ブライアン
演 - トマシュ・コット
アンドロイドを販売する男。商品の大半は中古品。
チャーリー
演 - ルパート・エヴェレット
コンパニオン型の男性アンドロイド。不良在庫と判断したブライアンに処分されてしまう。
執事ロボット
演 - Przemysław Wyszyński
男性アンドロイド。チャーリーと並んで販売されていた。
クレア・ラリー
演 - アリス・イヴ
AIのゴッドに助言を貰いながら生活する女。ゴッドに依存気味になっており、彼の助言がないと不安になる。なお、メーカーの担当者曰く「1年半ごとに信仰を改める」ところを、4年ほど同じ端末を使い続けていた。
ゴッド
演 - ジェームズ・ダーシー
クレアの所有するAI。所有者の生活が善くなるように助言を行うと同時に、自動車をぶつける、汚い言葉遣いを使うなどの行動を“罪”として記録する。
ゴッド2.0
新型のゴッド。視覚センサーを搭載したことで所有者の目線すら把握し、プレミアムプランに加入しないと絶えず広告音声を垂れ流す上に、永久バッテリーによりシャットダウン不可という仕様になっている。
エマ
演 - アレクサンドラ・ザグローツカ
クレアの近所に住む幼い少女。常に1人で遊んでおり、両親の姿は見当たらない。
Stu
演 - ビリー・ハワーデル
クレアを担当したゴッドのサポート職員の男。
アナ
演 - カイル・バーンベリー
ベンの元恋人。
ベン
演 - パトリック・シュワルツェネッガー
アナの元恋人。アナを常時監視する機械を使ってしまったことで接近禁止命令が出されているが、アナとの復縁を望んでいる。
影法師
演 - Jakub Wypler
アナやベンの周囲に現れるようになった人影。
ニーナ
演 - アナベル・ウォーリス
一般家庭に生まれた女。立場の違いを覚悟した上でリアムとの結婚を考えている。
リアム
演 - アレックス・ペティファー
ニーナの恋人。上流階級の家に生まれており、両親や妹と共に不死になっている。
オリビア
演 - トニ・ガーン
リアムの妹。使用人のアンドロイドを求めてブライアンの店を訪れ、チャーリーの横にいた執事ロボットを購入した。
ドラ
演 - アナベル・モリオン
リアムの母親。
ロン
演 - リチャード・ペティファー
リアムの父親。
マグダ
演 - ギャランス・マリリエ
母親と2人で暮らしている少女。高額な報酬のため、自分の体を48時間自由にさせる契約を結んだ。
カミラ
演 - イザベラ・クナ
マグダの母親。夫に逃げられており、いつか娘も自分を見捨てると悲観している。
デボラ
演 - イザベラ・ペレス
マグダの友人。
パベル・ノバク
演 - Sebastian Perdek
マグダの体を48時間買った男。
看護師
演 - Karolina Adamczyk-Oleszczuk
マグダの体にパベルの意識を移した女。
ヴィンセント
演 - ベネディクト・サミュエル
ホテルの従業員。男の意識が入ったマグダをそうとは知らずに夜の街へ誘う。
アンジェイ
演 - Blu Mantic
夜のクラブにいた男。
ララ
演 - オルガ・ボラズ
夜のクラブにいた女。
ララのガールフレンド
演 - Alma Asuai
シャーロット
演 - シャルロット・ルボン
シェルターに避難してきた女。
老女
演 - ジャニーナ・ワンダ・プルスコフスカ
フランク
演 - ピョートル・ポラック
神
演 - スティーブン・マオ

## 製作
2018年9月、ジェームズ・ダーシー、ローラ・ハリアー、メナ・マスード、アレックス・ペティファー、シャルロット・ルボン、ラナ・コンドル、ベネディクト・サミュエルが出演し、アガタ・アレクサンダーが監督兼脚本を担当、脚本にジェイソン・ケイとロブ・マイケルソンが参加することが発表された。
その後、同年10月にアリス・イヴ、11月にアナベル・ウォーリス、2019年2月にラウル・カスティーロとトーマス・ジェーンの出演が決まり、2019年3月にはパトリック・シュワルツェネッガー、ルパート・エヴェレット、トマシュ・コット、カイル・バーンベリー、ギャランス・マリリエの出演も発表された。さらに2019年4月、トニ・ガーン、アナベル・モリオン、リチャード・ペティファーがキャストに加わっている。

## 評価
本作はRotten Tomatoesに10件のレビューがあり、批評家支持率は30％、平均点は10点満点中4.8点 となっている。 Metacriticには5件のレビューがあり、平均点は100点満点中53点。